# Südhügel (Kerameikos)

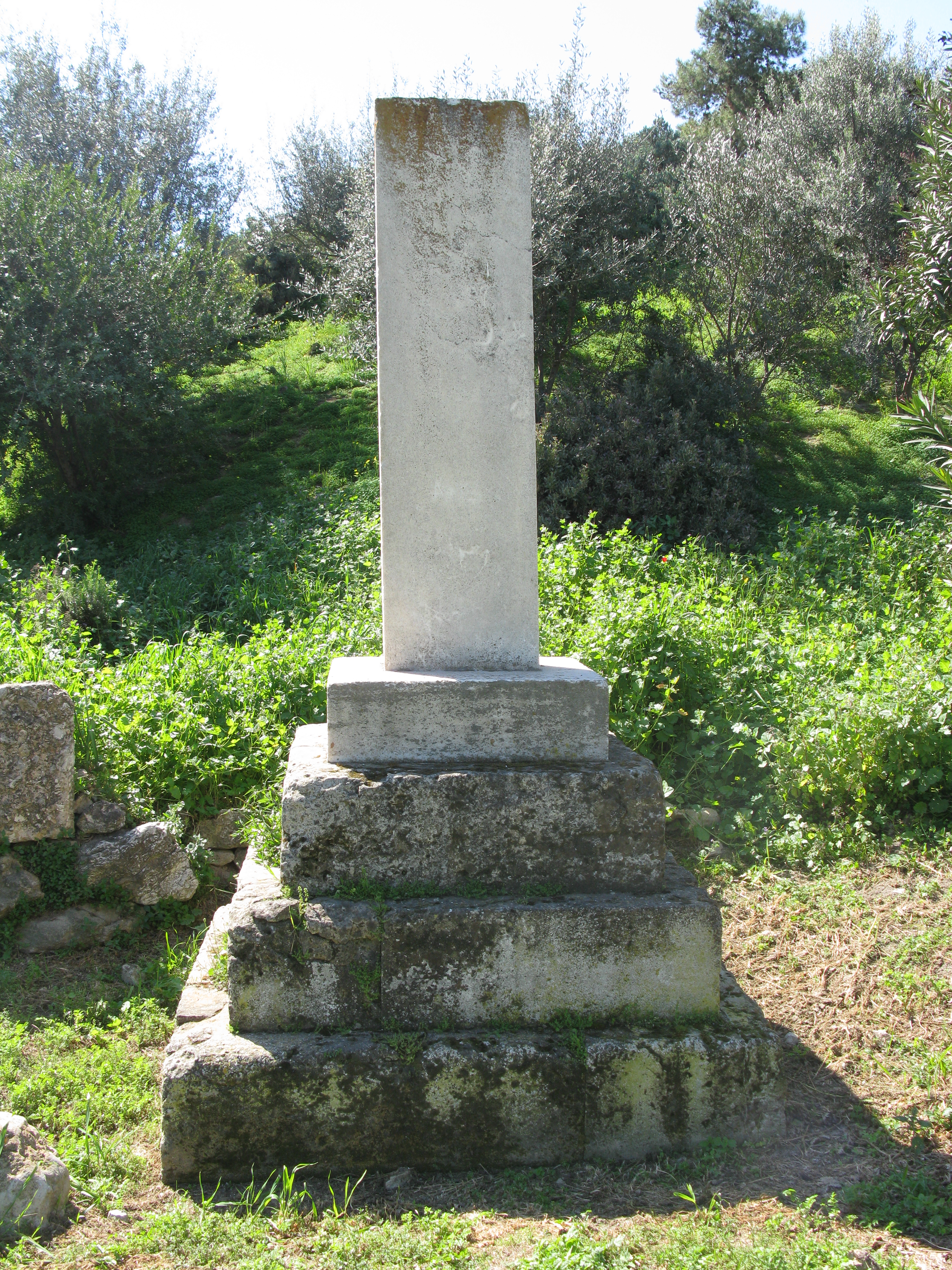
Stele des Konsuls Pythagoras aus Selymbria, eine der Gesandtenstelen, dahinter der Südhügel

Als Südhügel werden die Reste einer archäologischen Struktur auf dem Kerameikos, dem bedeutendsten und größten antiken Friedhof von Athen, bezeichnet.
Der Südhügel gehört zu einer Gruppe von Heiligtümern und Grabhügeln, die nach der Errichtung der Athener Stadtmauer das Ende einer gräberfreien Zone zwischen der Mauer und der Nekropole markierten. Dazu gehörten unter anderem weiterhin der Hügel G, der Rundbau am Eridanos, der kleine Grabhügel der Myrte, der Grabhügel westlich des Rundbaus und der Tumulus vor dem Dipylon.
Der Südhügel befindet sich südlich des Eridanos, von ihm hat man einen guten Überblick über das Gelände des archäologischen Parks Kerameikos. Es ist das erste Grabdenkmal vor dem Heiligen Tor. Der Hügel wurde an der Stelle eines prähistorischen Grabes in spätarchaischer Zeit aufgeschüttet. Am Fuße des Hügels, zur Gräberstraße hin orientiert, befand sich ein kleines Heiligtum einer heute nicht mehr zu bestimmenden Gottheit. Gegenüber dem Hügel befand sich am Fuß des Hügels G das Heiligtum der Tritopatores. Das Gelände war in archaischer und klassischer Zeit staatlicher Besitz.
Das prähistorische Grab an der Stelle war ein Kammergrab aus der Bronzezeit mit nach Osten öffnendem Dromos. Ein weiteres Grab aus der Zeit zwischen 575 und 550 v. Chr. wurde etwas westlich des Kammergrabs angelegt. Hier wurde ein Kind in einer Pferdekopf-Amphore bestattet. Im dritten Viertel des 6. Jahrhunderts v. Chr. wurden zwei Schachtgräber etwa 2,5 Meter tief in den Mergelfels getrieben, über die ein Tumulus aus rötlicher Erde aufgeschüttet wurde. Dieser hatte eine maximale Höhe von vier Metern und einen maximalen Durchmesser von 34 Metern, ist aber nicht völlig kreisförmig, sondern leicht oval. Eines der Gräber war bei der Ausgrabung schon beraubt. Das zweite Grab war hingegen noch intakt und stellt eine Besonderheit unter den Gräbern auf dem Kerameikos dar, da sich kein Gefäß aus attischer Produktion in ihm fand. Indes wurden Lekythen aus Samos und Salbgefäße aus Lydien gefunden. Der etwa zwei Meter lange und damit zu der Zeit überaus große Tote, dessen Kopf nach Osten ausgerichtet war, wurde auf einer Kline bestattet, die mit Elfenbein und Bernstein verziert war. Solche Klinen wurden häufig auf Vasenbildern der Zeit dargestellt, sind aber selten so gut erhalten überliefert worden wie in diesem Fall. Offenbar handelte es sich beim Verstorbenen nicht um einen Athener, sondern um einen hochgestellten Gast der attischen Elite, die zu dieser Zeit viele Kontakte in andere Regionen der Mittelmeerwelt pflegte. Etwa um 510 v. Chr. wurde der Tumulus mit einer Schicht aus grauem Schotter bedeckt und das Gefälle in Richtung Norden ausgeglichen.
Etwa zu dieser Zeit wurden wie auch beim gegenüberliegenden Hügel G neue Gräber angelegt. Möglicherweise handelte es sich um eine Reaktion im Rahmen der Kleisthenischen Reformen, in deren Fahrwasser Spuren des alten peisistrateischen Regimes und seiner Beziehungen beseitigt und an der Stelle eine Bürgernekropole errichtet wurde. Im Süden und Osten waren es Gräber von Erwachsenen, im Norden und Westen des Hügels Hunderte von Kinderbestattungen, vor allem von Neugeborenen, meist in einfachen Gebrauchsamphoren. Als Beigaben waren meist eigens für die Bestattungen gefertigte schwarzfigurige Lekythen üblich. Diese Kinderbestattungen endeten etwa 425 v. Chr. mit der Errichtung des Südwegs. In der ersten Hälfte des 5. Jahrhunderts v. Chr. wurde am Ostrand des Hügels eine Wasserleitung aus großen Tonrohren verlegt. Am Fuß des Hügels wurden von Staatswegen auf öffentlichem Land die Gesandtenstelen, Staatsgräber für in diplomatischer Mission in Athen verstorbene Gesandte, errichtet. In den nächsten Jahrzehnten und Jahrhunderten stieg das Geländeniveau des Kerameikos immer weiter an, sodass der Hügel im Laufe der Zeit verschwand. Gegen Ende des 4. Jahrhunderts wurde der Südweg östlich des Hügels wieder aufgegeben. Das ganze Gelände wurde zu der Zeit stark verändert und das Straßenniveau erhöht. Sowohl das Gelände des vormaligen Hügels als auch des Südwegs wurden weiterhin bis in römische Zeit für Grabstätten genutzt.
Erste Ausgrabungen fanden 1870 unter der Leitung von Stefanos Koumanoudis statt. Valerios Stais erkannte 1896, dass es sich um einen Grabhügel handelte. Von 1907 bis 1910 setzte Alfred Brueckner die Forschungen fort. Unter der Leitung Richard Eilmanns wurden 1932 einige Gräber des Hügels untersucht. Abschließende Grabungen wurden von 1960 bis 1963 durch Franz Willemsen und Ursula Knigge durchgeführt.